# マティルド・ド・ダンマルタン

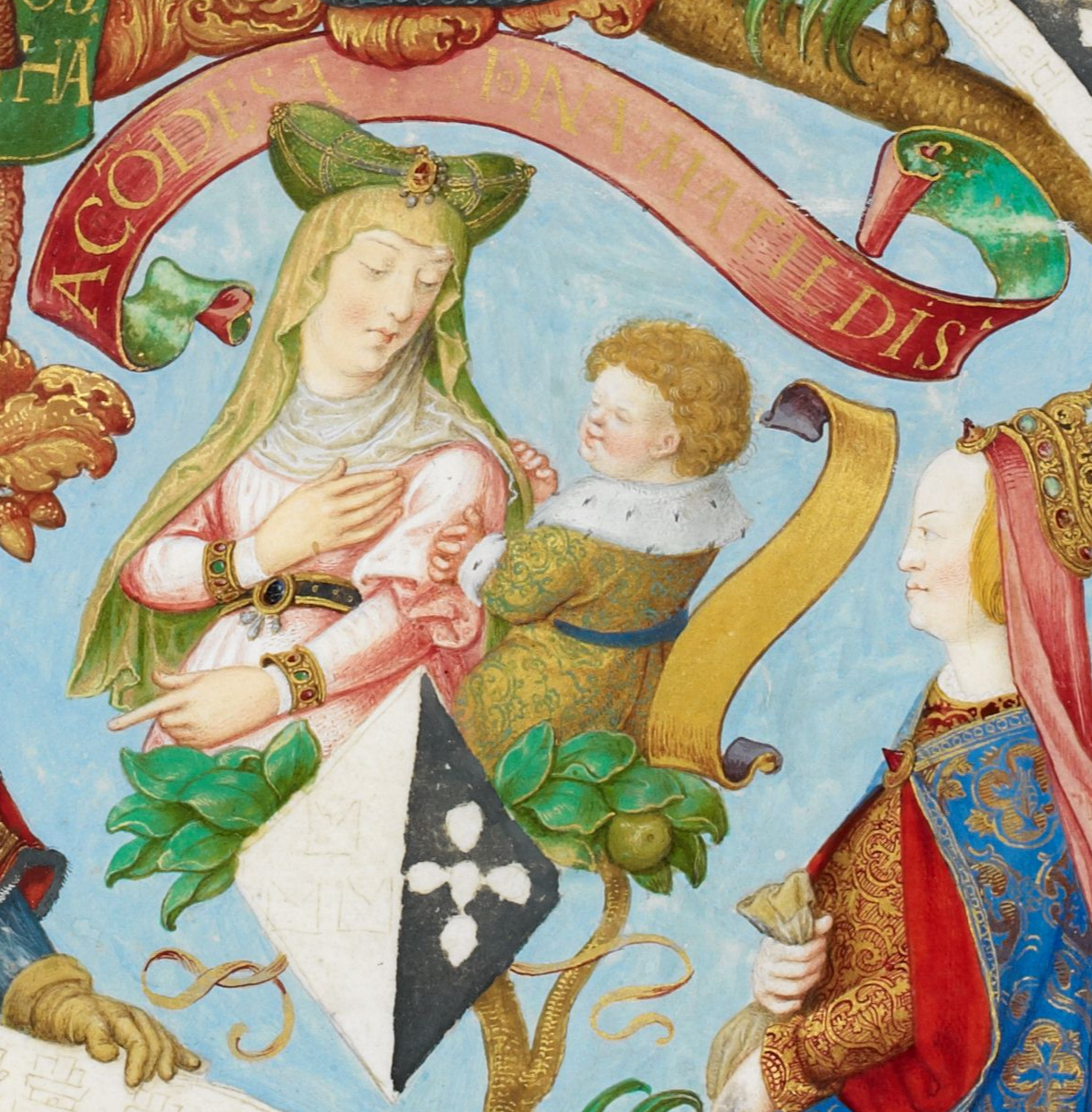
ポルトガル王妃マティルド

マティルド・ド・ダンマルタン（Mathilde de Dammartin）またはマティルド（2世）・ド・ブローニュ（Mathilde (II) de Boulogne, 1202年 - 1259年1月14日）は、ブローニュ女伯（在位：1216年 - 1259年）。名はマオー（Mahaut）とも呼ばれる。1248年にポルトガル王となったアフォンソ3世と結婚し、ポルトガル王妃にもなった。ポルトガル語名はマティルデ・デ・ボロニャ（Matilde de Bolonha）。

## 生涯
ブローニュ女伯である母イドと、夫で共同統治者であるルノー・ド・ダンマルタンの娘として生まれた。1216年、母の死により伯位を継承する。1223年、クレルモン伯フィリップ・ユルプル（フランス王フィリップ2世と3番目の王妃アニェス・ド・メラニーの息子）と結婚した。フィリップはマティルドとの結婚と同時にブローニュ伯を名乗り、ブローニュ、モルタン、オマール、ダンマルタンの共同統治者となった。
ルイ8世が1226年に早世すると、フィリップ・ユルプルは兄嫁で摂政のブランシュ・ド・カスティーユに対し反乱を起こした。1234年にフィリップが死去した後、マティルドはしばらく単独統治をしたが、男性の統治者が必要となり、1238年にポルトガル王子アフォンソと再婚した。アフォンソは1248年に兄サンシュ2世の後継として王位に就いたが、この時ブローニュ伯位に対する権利は放棄した。しかし、5年後の1253年にマティルドとアフォンソは離婚した。前夫フィリップとの間に1男1女をもうけていたマティルドであったが、アフォンソの間に子供が育たず、高齢で今後生まれる見込みも少ないことから、王位継承者の欲しいアフォンソが離婚を必要としたと見られている。言い伝えによると、マティルドは即位した夫に同行せず、ブローニュに残ったままであったという。
1258年、マティルドはアフォンソ3世がベアトリス・デ・カスティーリャと結婚した後に、アフォンソ3世を重婚で起訴した。これに対し、ローマ教皇アレクサンデル4世はアフォンソ3世夫妻が滞在した全ての場所に対し、秘蹟執行禁止命令を行った。1259年にマティルドが死去したとき、教皇の抗議にもかかわらず、アフォンソとベアトリスは夫婦であり続けた。
マティルドはおそらくシトー会のゴメールフォンテーヌ修道院に埋葬された。

## 子女
最初の夫フィリップ・ユルプルとの間に1男1女をもうけた。
- ジャンヌ（1219年 - 1252年） - ヌヴェール伯継ゴーシェ（1250年没）と結婚、嗣子なし。
- アルベリク（1222年 - 1284年以降） - クレルモン伯。理由は不明であるが、ブローニュ伯位の継承権を放棄しイングランドへ渡った。子孫を残さなかったとみられる。

マティルドの直系が絶えると、ブローニュ伯位は従妹アデライード・ド・ブラバン（叔母マティルドとブラバント公アンリ1世の娘）に継承された。